# Jan Ziemianin
Jan Ziemianin (* 19. Mai 1962 in Mszana Dolna) ist ein ehemaliger polnischer Biathlet. Er startete bei vielen Biathlon-Weltmeisterschaften und drei Olympischen Winterspielen.
Jan Ziemianin war Sportsoldat und lebt in Koscielijko. Der dreifache Familienvater, der für W.K.S. Zakopane startete, betrieb Biathlon von 1979 bis 1999. Er bestritt seine ersten Biathlon-Weltcup-Rennen 1987 in Borowez und wurde in seinem ersten Einzel-Rennen 29. Seine erste Weltmeisterschaften lief Ziemianin 1988 in Feistritz und wurde dort 42 im Einzel und 26. im Sprint. In Albertville startete der Pole bei seinen ersten Olympischen Spielen. Im Einzel kam er auf den 32. Platz, im Sprint wurde er 29. und mit der Staffel (mit Dariusz Kozłowski, Jan Wojtas und Krzysztof Sosna) Neunter. 1993 erreichte er auf der späteren Olympiastrecke als Elfter eines Einzels seine beste Weltcupplatzierung. Ziemianins schwankende Leistungen zeigten sich exemplarisch, als er beim folgenden Sprint an selber Stelle 110. wurde.
Ziemianins zweite Olympische Spiele fanden 1994 in Lillehammer statt. Im Einzel kam er hier auf den 39. Platz, im Sprint wurde er 27. und Achter mit der Staffel (Tomasz Sikora, Wiesław Ziemianin, Jan Wojtas). Besonders erfolgreich verliefen für Ziemianin die Biathlon-Weltmeisterschaften 1997 in Osrblie. Wurde er im Einzel nur 46. und im Sprint 55., kam er mit der Staffel auf Rang sechs und gewann im Mannschaftswettbewerb gemeinsam mit Wiesław Ziemianin, Tomasz Sikora und Wojciech Kozub hinter den Teams aus Belarus und Deutschland die Bronzemedaille. Ein letzter Höhepunkt wurden die Olympischen Spiele 1998 von Nagano, wo Ziemianin nun im Alter von 36 Jahren nur noch in der Staffel eingesetzt wurde und mit dieser einen sehr guten fünften Platz erreichte. Nach der Saison 1998/99 beendete er seine Karriere.
Heute arbeitet Ziemianin als Biathlontrainer in Polen.

## Biathlon-Weltcup-Platzierungen
Die Tabelle zeigt alle Platzierungen (je nach Austragungsjahr einschließlich Olympische Spiele und Weltmeisterschaften).
- 1.–3. Platz: Anzahl der Podiumsplatzierungen
- Top 10: Anzahl der Platzierungen unter den ersten zehn (einschließlich Podium)
- Punkteränge: Anzahl der Platzierungen innerhalb der Punkteränge (einschließlich Podium und Top 10)
- Starts: Anzahl gelaufener Rennen in der jeweiligen Disziplin

| Platzierung                        | Einzel | Sprint | Verfolgung | Massenstart | Team | Staffel | Gesamt |
| ---------------------------------- | ------ | ------ | ---------- | ----------- | ---- | ------- | ------ |
| 1. Platz                           |        |        |            |             |      |         |        |
| 2. Platz                           |        |        |            |             |      |         |        |
| 3. Platz                           |        |        |            |             | 1    |         | 1      |
| Top 10                             |        |        |            |             | 1    | 10      | 11     |
| Punkteränge                        | 3      |        |            |             | 1    | 12      | 16     |
| Starts                             | 35     | 42     |            |             | 1    | 12      | 90     |
| Stand: (Angaben nicht vollständig) |        |        |            |             |      |         |        |